# Channa amphibeus
Channa amphibeus és una espècie de peix de la família dels cànnids i de l'ordre dels perciformes.

## Descripció
- Fa 90 cm de llargària màxima (la longitud del cap suposa el 27,6% de la seua llargada estàndard i la de l'aleta anal menys del 50% de la de les pectorals) i, en els exemplars conservats en alcohol, el cos és de color marró clar amb el ventre blanquinós. Té 11 franges verticals marrons a la meitat superior del cos, les quals s'estenen per sota de la línia lateral. Les vores de les aletes dorsal, anal i caudal són blanquinoses.
- Boca grossa i amb els maxil·lars estenent-se molt més enllà del marge posterior dels ulls; moltes petites dents còniques al premaxil·lar; 3 dents grans i còniques al prevòmer; al voltant de quatre dents canines de mida mitjana a cada costat dels palatins; 1 filera d'unes, si fa no fa, cinc dents canines a cada dentari (més petites que les dels palatins) i moltes dents còniques a la part exterior del dentari.
- Absència d'escates a la regió gular del cap. 81 a la línia lateral. 9 a les galtes. 5 fileres per damunt de la línia lateral i 13 per sota. 17 escates predorsals. 2 escates grans a la part inferior d'ambdós costats de la mandíbula inferior.
- 50 radis a l'aleta dorsal, 35 a l'anal, 15 a les pectorals i 6 a les pèlviques.[3][4]

## Reproducció
No n'hi ha gaire informació, però hom creu que, probablement, construeix nius cilíndrics i que els ous són pelàgics.

## Alimentació
Com a adult, és probablement un depredador d'altres peixos i d'invertebrats.

## Hàbitat i distribució geogràfica
És un peix d'aigua dolça (pH 6-7,5), bentopelàgic i de clima tropical (22-28 °C), el qual viu a Àsia: és un endemisme dels rius, rierols, estanys i, potser també, pantans de la conca del riu Chel (conca del riu Brahmaputra) a Bhutan i a Assam i el nord de Bengala Occidental al nord-est de l'Índia. Durant l'estació de les pluges, els joves es poden trobar en arrossars inundats i envoltats per boscos. Exemplars adults també han estat observats en gorgs de rierols assecats en ple bosc.

## Estat de conservació
Les seues principals amenaces són la degradació del seu hàbitat a causa de la sedimentació provocada per la desforestació i les pràctiques agrícoles gens sostenibles.

## Vida en captivitat
Atès la seua mida, li cal un aquari de grans dimensions amb àrees obertes per poder-hi nedar, amagatalls i lliure accés a la superfície (pot tolerar un baix contingut d'oxigen a l'aigua perquè és capaç de respirar aire des de molt jove, però li és vital respirar el de la superfície, ja que, altrament, podria asfixiar-se).

## Observacions
És inofensiu per als humans.